# Contea di Lexington
La contea di Lexington (in inglese Lexington County) è una contea dello Stato della Carolina del Sud, negli Stati Uniti. La popolazione al censimento del 2000 era di 216 014 abitanti. Il capoluogo di contea è Lexington. Fa parte dell'area metropolitana di Columbia.

## Geografia
La contea si trova al centro dello Stato. Si colloca tra i fiumi Edisto a sud-ovest e Congaree a est. Anche ilfiume Saluda bagna la contea e forma il Lake Murray. La parte meridionale si trova nella piana costiera, la parte centrale nella regione delle Sandhills, mentre quella settentrionale nella regione del Piedmont.

### Contee confinanti
- Contea di Richland - nord-est
- Contea di Calhoun - est
- Contea di Orangeburg - sud-est
- Contea di Aiken - sud-ovest
- Contea di Saluda - ovest
- Contea di Newberry - nord-ovest

## Storia
L'area era abitata dai nativi Saluda. La contea fu creata nel 1804 e fu chiamata così in onore della Battaglia di Lexington, avvenuta a Lexington (in Massachusetts) nel 1775.

## Comuni

### Cities
- Cayce
- Columbia (gran parte nella contea di Richland)
- West Columbia

### Towns
- Batesburg-Leesville
- Chapin
- Gaston
- Gilbert
- Irmo
- Lexington (capoluogo)
- Pelion
- Pine Ridge
- South Congaree
- Springdale
- Summit
- Swansea

### Census-designated places
- Edmund
- Fairview Crossroads
- Oak Grove
- Red Bank
- Seven Oaks
- White Knoll